# Жан Бехра
Жан Марія Бехра, зазвичай просто «Жан Бехра» (фр. Jean Marie Behra), (нар. 16 лютого 1921, Ніцца, Франція — пом. 1 серпня 1959, Західний Берлін, Західна Німеччина) — французький автогонщик, пілот Формули-1 (1952—1959).

## Із життєпису
Брав участь у змаганнях із 28 років. Перше змагання провів на автомобілі «Talbot», яке завершив на 6 місці. У 1950 році взяв участь у заїздах ралі Монте-Карло на «Maserati». За рік перейшов до команди «Gordini», у котрій двічі посідав 3 місце у заїздах. У 1952 році вперше стартував у Гран-прі Швейцарії, де фінішував третім. Того ж року на змаганнях у Німеччині посів 10 та 11 місця. У 1954 році у Франції фінішував шостим, на змаганнях в Англії посів 26 місце.
У 1955 році перейшов до «Maserati», в складі якої став третім на заїздах у Монако. У підсумковій таблиці чемпіонату світу того ж року посів 10-11 місця. У 1956 році здобув «срібло» в Аргентині, «бронзу» у Монако та переміг у Нюрбургрингу. У 1957 році став переможцем двох гонок на спортивних автомобілях та посів друге місце на заїздах чемпіонату світу в Аргентині. В наступному році перейшов до «BMW», річній заліковій таблиці зайняв 10-12 місце. Сезон 1959 року розпочав на «Ferrari». На чемпіонаті у Нідерландах зайняв 5-ту позицію, на позаобліковому заїзді на Ейнтрі став переможцем. Підчас сезону був звільнений з команди
На Гран-прі Німеччини стартував на власній автівці «Porsche», за кермом якої й загинув. Авто занесло та викинуло з траси через мокре від дощу покриття, болід вдарився об флагшток, пілот від удару загинув.